# Adi Yussuf
Abdilliahe Yussuf (Zanzibar, 20 febbraio 1992) è un calciatore tanzaniano, attaccante del Brackley Town.

## Caratteristiche tecniche
È una punta centrale.

## Carriera

### Club
È cresciuto nelle giovanili del Leicester City. Nel gennaio 2011 viene ceduto in prestito per quattro mesi al Tamworth. Il 2 agosto 2011 viene ceduto a titolo definitivo al Burton Albion. Nell'estate 2013 si trasferisce al Lincoln City. Il 7 novembre dello stesso anno viene ceduto in prestito per un mese al Gainsborough Trinity. Rientrato al Lincoln City, il 17 gennaio 2014 viene ceduto con la stessa formula all'Harrogate Town. Il 2 agosto 2014 passa a titolo definitivo all'Oxford City. Dopo un'ottima stagione, nel luglio 2015 passa al Mansfield Town. Il 2 agosto 2016 viene ceduto a titolo temporaneo al Crawley Town. Al rientro dal prestito si trasferisce al Grimsby Town. Il 29 luglio 2017 viene acquistato dal Barrow. Il 25 gennaio 2018 si trasferisce al Solihull Moors. Nel luglio 2019 viene acquistato dal Blackpool, che lo lascia in prestito al Solihull Moors fino al 5 gennaio 2020. Rientrato al Blackpool, il 15 gennaio 2020 viene ceduto a titolo temporaneo al Boreham Wood. Nell'estate del 2022 ha giocato 2 partite nei turni preliminari di Conference League con la maglia del St Joseph's, club di Gibilterra.

### Nazionale
Ha debuttato in nazionale il 16 giugno 2019, nell'amichevole Tanzania-Zimbabwe (1-1). Ha partecipato alla Coppa d'Africa 2019.